# Uuden Musiikin Kilpailu 2021
Der 10. Uuden Musiikin Kilpailu (Abk. UMK) fand am 20. Februar 2021 statt und war der finnische Vorentscheid für den Eurovision Song Contest 2021 in Rotterdam (Niederlande). Die Band Blind Channel gewann mit ihrem Lied Dark Side.

## Format

### Konzept
Am 16. Mai 2020 bestätigte die öffentlich-rechtliche Rundfunkanstalt Yleisradio (Yle) ihre Teilnahme am Eurovision Song Contest und die Fortsetzung des neu eingeführten Konzepts des vergangenen Jahres. So wird die Zusammenarbeit zwischen Yle und dem Radiosender YleX fortgeführt. Unter der Leitung von Tapio Hakanen, dem Musikdirektor von YleX, findet eine Auswahl von bis zu zehn Interpreten und deren Liedern statt.
Am 1. September 2020 gab Yleisradio bekannt, dass die Ausgabe 2021 erneut im Mediapolis Television Studio in Tampere stattfinden wird. Wegen der COVID-19-Pandemie war es ungewiss, ob Zuschauer dabei sein werden. Dies war laut Anssi Autio, Produzent vom UMK, von den weiteren Beschränkungen abhängig.
Am 13. Januar 2021 gab Yleisradio bekannt, dass die Sendung 2021 ohne Zuschauer stattfinden wird. Ebenso wurde das Abstimmungssystem angepasst. So werden nun 75 % der Punkte vom Televoting bestimmt, während die Jury nur noch 25 % des Gesamtergebnisses bestimmt.

### Moderation
Im Februar 2021 gab Yleisradio bekannt, dass der finnische Popsänger Antti Tuisku die Sendung 2021 moderieren wird.

### Trophäe
Zur zehnten Ausgabe des UMK kündigte Yleisradio im Juni 2020 einen Designwettbewerb für eine Trophäe an, die ab 2021 immer an den Sieger vergeben werden soll. Zur gleichen Zeit wurde das Bewerbungsfenster geöffnet. Am Ende erhielt der Sender 24 Designs aus Finnland sowie dem Ausland. Yleisradio präsentierte im September 2020 dann die zwei ausgewählten Designs, wo eins von final ausgewählt werden sollte. Diese Entscheidung überließ der Sender den Zuschauern vom UMK, die in einer Internetabstimmung den Sieger bestimmten. Am Ende gewann das Design Before the Party Starts von Minna Viitalähde mit 57,7 % der Stimmen. Es stellt ein Mikrofon dar, welches als Kopfteil eine Art Schneekugel besitzt.

### Beitragswahl
Vom 1. bis 7. September 2020 hatten potenzielle Interpreten die Möglichkeit, einen Beitrag bei Yleisradio einzureichen. Mindestens ein Komponist oder ein Produzent musste die finnische Staatsbürgerschaft besitzen. Es konnten pro Interpret bis zu drei Beiträge eingereicht werden. Eine Jury wählte im Anschluss die besten Beiträge aus. Laut dem Präsidenten des Auswahlkomitees Tapio Hakanen, Musikmanager von YleX, wurden insgesamt 278 Beiträge eingereicht. Die Bandbreite und Qualität soll dabei sehr gut gewesen sein. Unter den Bewerbern fanden sich laut Hakanen zahlreiche ehemalige finnische Eurovision-Interpreten, etablierte finnische Musiker, Emma-Award-Sieger, neue finnische Musiker, Rockbands und alternative Musiker. Insgesamt sieben Finalisten, und damit einer mehr als im Vorjahr, wurden am Ende ausgewählt, die am 19. Januar 2021 in Form einer Pressekonferenz der Öffentlichkeit vorgestellt werden sollten. Am 16. Dezember 2020 gab Yleisradio bekannt, dass die Vorstellung bereits am 13. Januar stattfindet. Ihre dazugehörigen Lieder wurden, wie im Vorjahr, an bestimmten Wochentagen veröffentlicht. Dementsprechend wurde jeden Abend um 19:52 Uhr (OEZ) auf Yle TV1 ein Lied veröffentlicht und zwar am 14., 15., 18., 19., 20., 21. und 22. Januar 2021.

## Teilnehmer
Am 13. Januar 2021 stellte Yleisradio die sieben Teilnehmer über ein vorher gedrehtes Video der Öffentlichkeit vor.

### Wiederkehrende Interpreten
Der Sieger der 9. Ausgabe des UMK Aksel kehrte 2021 zum Wettbewerb zurück. Ebenso erwähnenswert ist die estnische Sängerin Laura. Neben zahlreichen Teilnahmen an der estnischen Vorentscheidung Eesti Laul nahm sie bereits am Eurovision Song Contest 2005 als Teil der Gruppe Suntribe und 2017 zusammen mit dem Sänger Koit Toome teil.

## Finale
Das Finale fand am 20. Februar 2021 im Mediapolis Television Studio in Tampere statt. Die Startreihenfolge wurde von Yleisradio am 11. Februar 2021 veröffentlicht.
Eröffnet wurde das Finale vom Moderator des UMK 2021 Antti Tuisku und der Sängerin Erika Vikman, die beim UMK 2020 Platz 2 belegte. Als Interval Act hatte dann die finnische Rockband Haloo Helsinki! ihren ersten Bühnenauftritt seit 2018.
| Platz | Startnr. | Interpret                 | Lied Musik (M) und Text (T)                                                                                    | Sprache            | Übersetzung (Inoffiziell)        | Punkte | Punkte                            | Punkte |
| Platz | Startnr. | Interpret                 | Lied Musik (M) und Text (T)                                                                                    | Sprache            | Übersetzung (Inoffiziell)        | Jury   | Zuschauer (Televoting, SMS & App) | Gesamt |
| ----- | -------- | ------------------------- | --- | ------------------ | -------------------------------- | ------ | --------------------------------- | ------ |
| 1.    | 6        | Blind Channel             | Dark Side M/T: Aleksi Kaunisvesi, Joonas Porko, Joel Hokka, Niko Moilanen, Olli Matela                         | Englisch           | Dunkle Seite                     | 72     | 479                               | 551    |
| 2.    | 1        | Teflon Brothers x Pandora | I Love You M/T: Jaakko Salovaara, Axel Ehnström, Mikko Kuoppala, Heikki Kuula, Jani Tuohimaa, Anneli Magnusson | Englisch, Finnisch | Ich liebe dich                   | 30     | 150                               | 180    |
| 3.    | 7        | Ilta                      | Kelle mä soitan M/T: Ilta Fuchs, Väinö Wallenius, Jouni Aslak, Tuomas Kauhanen                                 | Finnisch           | Wen rufe ich an?                 | 48     | 101                               | 149    |
| 4.    | 5        | OSKR                      | Lie M/T: Oskari Ruohonen, Joonas Angeria, David Pramik                                                         | Englisch           | Lüge                             | 62     | 053                               | 115    |
| 5.    | 2        | Aksel                     | Hurt M/T: Gerard O’Connell, Kalle Lindroth, Joonas Angeria                                                     | Englisch           | Verletzt                         | 56     | 052                               | 108    |
| 6.    | 4        | Danny                     | Sinä päivänä kun kaikki rakastaa mua M/T: Janne Rintala                                                        | Finnisch           | Der Tag, an dem mich jeder liebt | 22     | 038                               | 060    |
| 7.    | 3        | Laura                     | Play M/T: Karl-Ander Reismann, Reinis Straume, Laura Põldvere                                                  | Englisch           | Spielen                          | 04     | 009                               | 013    |

### Detailliertes Juryvoting
| Interpret | Lied                                 | UK | CH | PL | IS | ES | US | NL | Gesamt |
| --- | ------------------------------------ | -- | -- | -- | -- | -- | -- | -- | ------ |
| Teflon Brothers x Pandora                                                                                                | I Love You                           | 6  | 2  | –  | 6  | 4  | 2  | 10 | 30     |
| Aksel | Hurt                                 | 10 | 12 | 8  | 4  | 8  | 8  | 6  | 56     |
| Laura | Play                                 | –  | –  | 2  | –  | 2  | –  | –  | 04     |
| Danny | Sinä päivänä kun kaikki rakastaa mua | 4  | 4  | 4  | 2  | –  | 4  | 4  | 22     |
| OSKR | Lie                                  | 8  | 10 | 10 | 12 | 10 | 10 | 2  | 62     |
| Blind Channel | Dark Side                            | 12 | 8  | 12 | 8  | 12 | 12 | 8  | 72     |
| Ilta | Kelle mä soitan                      | 2  | 6  | 6  | 10 | 6  | 6  | 12 | 48     |
| Jury-Punktesprecher |                                      |    |    |    |    |    |    |    |        |
| - – William Lee Adams - – ZiBBZ - – Lanberry - – Klemens Hannigan - – Soraya Arnelas - – Carlton Wilborn - – Katja Zwart |                                      |    |    |    |    |    |    |    |        |